# يونس بن يوسف الشيباني
يونس بن يوسف الشيبانيّ القني (530- 619هـ): شيخ الطائفة (اليونسية) المنسوبة إليه.
كان زاهدًا بعيد الشهرة، ولد عام 530هـ في قرية لقُنَيَّة من أعمال دارا في نواحي ماردين، وتوفي فيها عام 619هـ.
له نظم ومَواليا؛ فمن نظمه قوله:

## يقول عنه الإمام الذهبي
قال في كتابه تاريخ الإسلام: يونس بن يُوسُف بن مساعد الشَّيْبَانِيّ المخارقي المشرقي القنيي، [المتوفى: 619 هـ]
والقُنَيَّة: قرية من أعمال دارا من نواحي مارْدين.
هذا شيخ الطائفة اليونُسية، أولي الزعارة والشطارة والشَّطح، وقِلَّة العقل، أبعد اللَّه شَرَّهم.
كَانَ شيخًا زاهدًا، كبيرَ الشأن، لَهُ الْأحوال، والمقامات، والكشف.
قَالَ القاضي ابن خَلِّكَان: سألت رجلًا من أصحاب الشَّيخ يُونُس: من كان شيخُ الشيخ؟ قال: لم يكن له شيخ، بل كان مَجذوبًا.
قَالَ القاضي: ويذكرون له كرامات، فأخبرني الشَيخ محمَّد بن أحمد بن عُبَيد، وكان قد رأى الشيخ يُونُس، وذكر أنَّ والده أحمد من أصحابه، قال: كُنَّا مسافرين ومعنا الشيخ يونس، فنزلنا في الطريق بين سِنْجار وعانة، وكانت الطريقُ مَخُوفة فلم يقدِر أحدٌ منَّا ينام من الخوف، ونام الشيخ، فلما انتبه، قلتُ: كيف قَدَرتَ تنام؟ قال: واللَّه ما نِمتُ حتَّى جاء إسماعيلُ بن إبراهيم الخَليل عليه السلام وتدرَّك القُفل!
وقال: عزَمتُ مرَّة على دخول نَصِيبين، فقال ليَ الشيخ: اشترِ معكَ لأمِّ مساعد كَفَنًا - وكانت في عافية، وهي أمُّ وَلَده - فقلتُ: ما لها؟ قال: ما يضرُّ، فذكرَ أنه لَمَّا عادَ وجدَها قد ماتت!
قال: وأنشدني له:
قُلْتُ: وسمعت ابنَ تَيْمِيَّة يُنشد ليونس:
فقلتُ: هذا يحتمل أن يكونَ أنشدَه على لسان الرُّبُوبيَّة، ويحتمل أن يكون وُضعَ على الشيخ يُونُس، فإنَّ هذا البيتَ ظاهرُه شَطْح واتِّحاد.
وفي الجُملة لم يكن الشيخ يُونُس من أولي العِلم، بل من أولي الحال والكَشْف، وكان عَرِيًّا من الفضيلة، وله أبيات مُنكَرة، كقوله: [ص 593]
وكان شيخُنا ابن تيميَّة يتوقَّف في أمره أوَّلًا، ثُمَّ أطلقَ لسانه فيه وفي غيره من الكبار، والشأنُ في ثُبوت ما يُنقَل عن الرَّجل، واللَّه المطَّلِع.
وأمَّا اليُونُسيَّة: فهم شرُّ الطوائف الفقراء، ولهم أعمال تدلُّ عَلَى الاستهتار والانحلال قالًا وفَعالًا، أستحي من اللَّه ومن النَّاس من التفوُّه بها، فنسأل اللَّه المغفرةَ والتوفيق.
وذاك البيتُ وأمثاله يُحتمَل أن يكونَ قد نَظَمه على لسان الرُّبوبية - كما قُلنا - فإنْ كان عنَى ذلك، فالأمرُ قريب، وإنْ كان عنَى نفسَهُ، فهذه زندقةٌ عظيمة، نسأل اللَّه العفو، فلا يغترَّ المسلم بكشفٍ ولا بحال، فقد تواترَ الكشفُ والبُرهان للكُهَّان وللرُّهبان، وذلك من إلهام الشَّيطان.
أمَّا حالُ أولياء اللَّه وكراماتُهم فحقٌّ، وإخبار ابن صائد بالمغَيَّبات حالٌ شَيطانيٌّ، وقد سألهُ النَّبِيُّ صلَّى اللَّهُ عليهِ وسَلَّمَ، فقال: «مَنْ يَأْتِيكَ؟» - يعني: مِنَ الجِنِّ -، فقال: صادِقٌ وكاذِب. قال: «خُلِّطَ عَلَيكَ الأَمرُ».
ولَمَّا أَضْمَرَ له النَّبِيُّ صلَّى اللَّهُ عليهِ وسَلَّمَ وخَبَّأَ له في نفسِه، ثُمَّ قال: ما هُوَ؟ قالَ: الدُّخّ. قالَ له النَّبِيُّ: «اخْسَأْ فَلَنْ تَعْدُوَ قَدْرَكَ»، فهذا حالُهُ دَجَّالِيٌّ، وعُمرُ بنُ الخَطَّاب، والعَلاءُ بنُ الحَضْرمي، ونَحْوُهُما، حالُهُم رَحمانِيٌّ مَلَكِيٌّ.